# Schloss Niederrathen

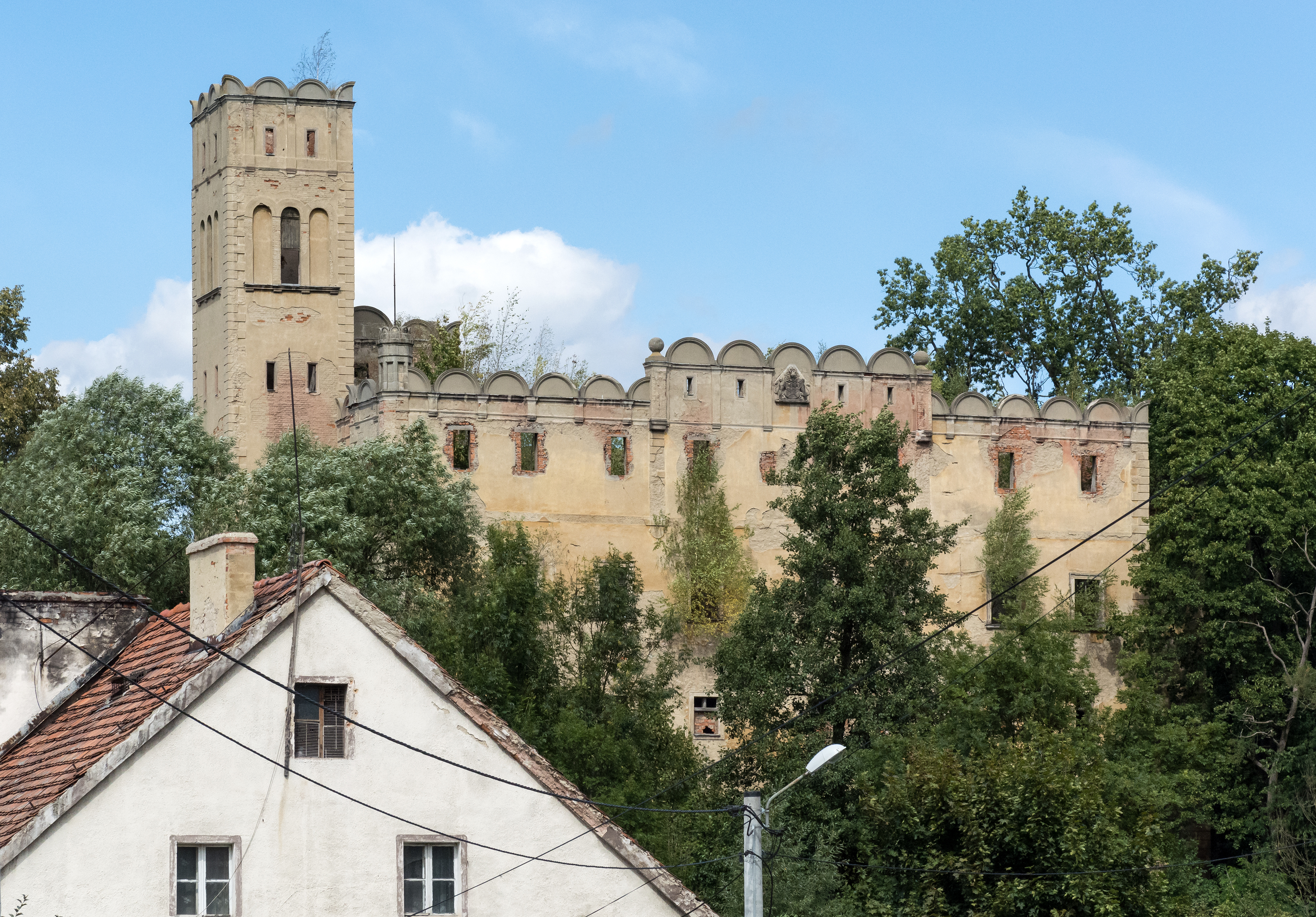
Ruine des Schlosses Ratno Dolne

Das Schloss Ratno Dolne (deutsch Schloss Niederrathen) liegt in Ratno Dolne (Niederrathen) in der Landgemeinde Radków (Wünschelburg) im Powiat Kłodzki in der Woiwodschaft Niederschlesien in Polen. Das Schloss steht auf einem Felsvorsprung über der Prosna (auch Rathener Wasser), einem rechten Zufluss der Steine (polnisch Ścinawka).

## Geschichte

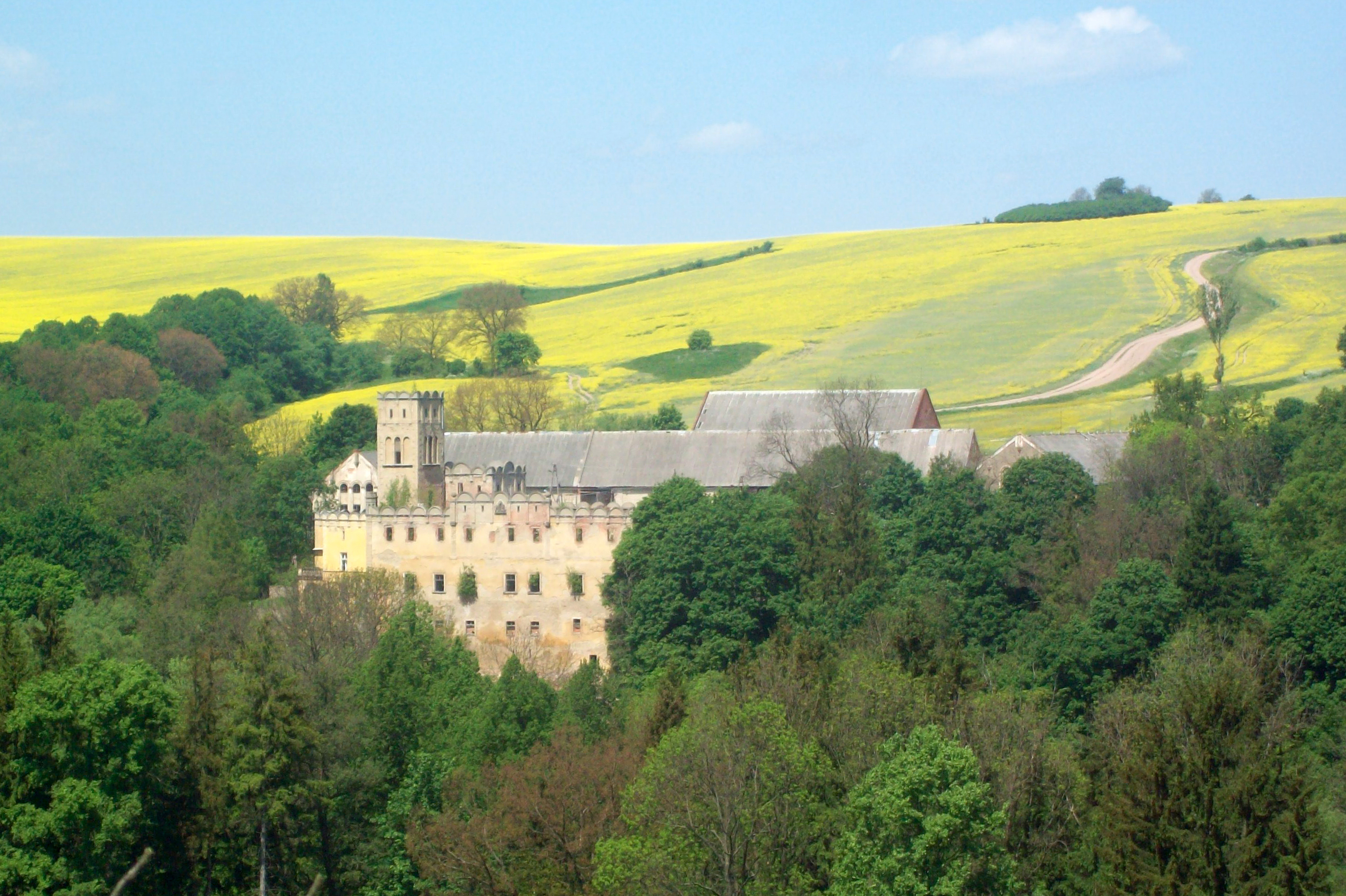
Luftaufnahme der Ruine

Rathen war eine alte böhmische Befestigung gegen Polen und ist wohl schon im 11. Jahrhundert entstanden. Das Schloss Niederrathen wurde 1347 erstmals erwähnt. Im Jahr 1505 erhielt es Steffan Pantzinger zum Lehen, 1514–1628 war es in der Hand der von Reichenbach, die das heute erhaltene vierflügelige Gebäude mit Lauben im Innenhof 1563 errichtete. Der dreigeschossige Wohnturm mit Schießscharten stammt aus dem Ende des 15. oder Anfang des 16. Jahrhunderts. Im Dreißigjährigen Krieg wurde es 1645 von den Schweden niedergebrannt. Seit 1675 war es im Besitz des Daniel Paschasius von Osterberg, der einen Umbau des Schlosses und eine Erweiterung des Südflügels veranlasste. Beleg dafür ist ein barockes Portal, dessen Inschrift die Jahreszahl 1677 trägt.
Sebastian von Johnston ließ nach 1854 den Turm ausbauen und neben dem Schloss ein neues Haus, das sogenannte „kleine Schloss“ erbauen. 1872 erfolgte eine Umgestaltung im Stil der Neurenaissance durch den damaligen Besitzer Woldemar von Johnston. Dessen Sohn Max von Johnston veranlasste 1896 eine Modernisierung der Innenräume. Nach dem Zweiten Weltkrieg wurden die Gebäude zweckentfremdet genutzt. 1971–1972 wurden Teile zu einem Kinderheim umgestaltet. Später wurde das Schloss dem Verfall preisgegeben und 1998 durch einen Brand weitgehend zerstört.
Auf der Südseite des Schlosses wurden Ende des 17. oder Anfang des 18. Jahrhunderts Terrassengärten angelegt, die 1854 zu einem Landschaftspark umgestaltet wurden. Das westlich des Schlosses liegende Gebäude diente ehemals als Hofkanzlei. Es wurde im dritten Viertel des 17. Jahrhunderts errichtet und 1872 umgebaut.